# 후키아게 교엔
후키아게 정원(일본어: 吹上御苑 후키아게교엔[*])은 일본의 고쿄에 있는 정원 및 삼림 지역이다.

## 개요
현재는 고쿄의 일부로 있지만, 지리상 위치는 무사시노 대지의 동쪽 끝과 해안에 접한 땅에 있다.
에도 성 축성 후에는 도쿠가와 고산케의 다이묘 저택이 조성되었다. 1657년 (메이레키 3년) 음력 1월 메이레키 대화재로 인해 전부 소실되어, 당시에는 막부의 재정난으로 인해 폐허 상태로 남아 있었다. 이후 에도를 복구할 당시 도시의 재건을 우선하여, 결과적으로 이 지역은 성의 일부로 일본식 정원이 정비되는 결과를 낳았다.
메이지 유신 이후 일시 황폐하였으나, 에도 성에 천황이 거주하기로 정해진 이후, 정원이 재건되어, 골프장까지 조성되었다. '후키아게 정원'으로 된 계기는 1937년으로, 이 당시 쇼와 천황이 골프장의 사용을 중지하고, 자연 그대로 보전할 것을 희망하였던 이유로 이후 삼림이 형성되게 되었던 것이다. 인위적으로 손을 대지 않게 되어, 정원은 마치 비오토프처럼 인공적인 원생림을 형성하게 되었다.

## 후키아게 정원의 생태
구실잣밤나무, 붉가시나무등 상록수와 은행나무, 느티나무 등의 활엽수 등을 많이 볼 수 있으며, 간혹 몇몇의 활엽수종도 눈에 띈다. 이들 식물은 일본 정원의 수종이었던 것과 천황이 심은 것, 그리고, 자연 발생적인 것등으로 후키아게 정원의 숲을 구성하고 있다.
또, 후키아게 정원의 습도은 이 부근 기상청의 측정치와 비교해 10% ~ 20%가량 높게 측정된다. 그리고, 위성 관측 데이터에 따르면 후키아게 정원을 포함한 고쿄의 숲에서 나오는 높은 습도를 가진 공기가 대기를 식혀, 긴자, 니혼바시 부근까지 퍼져 열섬 현상을 억제하는 역할을 하는 것으로 판명되었다.

## 일반 공개
- 매년 5월의 휴일때면 일본 궁내청에서 일반에 공개한다.

## 같이 보기
- 고쿄
- 에도 성